# Heterocentrotus mamillatus
Heterocentrotus mamillatus (Griffelzee-egel of Caribische lanszee-egel) is een zee-egel uit de familie Echinometridae.
De wetenschappelijke naam van de soort werd in 1758 gepubliceerd door Carl Linnaeus, als Echinus mamillatus, in de tiende editie van Systema naturae.

## Leefgebied en habitat
De soort wordt aangetroffen in de tropische wateren van de Indische Oceaan en de Grote Oceaan, (tussen de Oost-Afrikaanse kust en de Pacifische eilandengroepen) en vooral in overvloed bij Hawaï. Hij komt voor op koraalriffen op een diepte tussen de 8 en 25 meter.